# Социал-демократический союз (Нидерланды)
Социалистический союз (Социалистическая лига, нидерл. Socialistenbond, SB), первоначально Социал-демократический союз (Социал-демократическая лига или Социал-демократическое объединение  — нидерл. De Sociaaldemocratische Bond, SDB) — первая в Нидерландах социалистическая политическая партия, существовавшая в 1881—1900 годах.
Социал-демократический союз, состоявший из местных отделений и входивших в него профсоюзов, главным образом опирался на рабоче-ремесленные круги Амстердама, текстильщиков Твенте, докеров Роттердама, рабочих Занстрека, а также торфоразработок в Гронингене и Фрисландии. В своей деятельности поддерживал классовую борьбу (и в частности стачечную), рабочее движение, всеобщее избирательное право, замену монархии на республику, равные права для мужчин и женщин, введение социального страхования, запрещение детского труда, бесплатное образование и построение социалистического общества.

## История

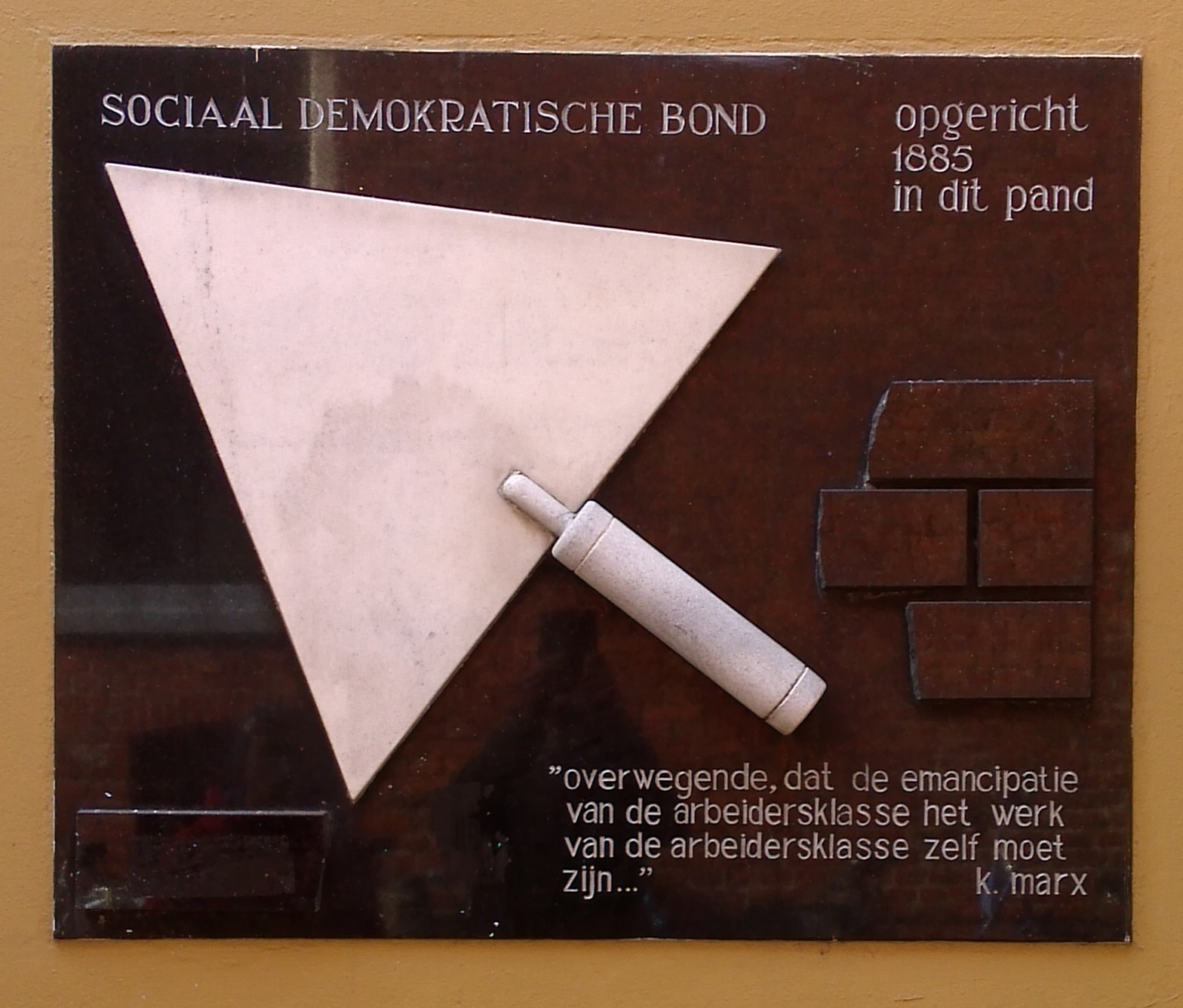
Мемориальная доска СДЛ в Гронингене

Социалистическое движение в Голландии развивалось с 1860-х годов, но первоначально профсоюзное движение пребывало под влиянием умеренных протестантов и либералов, противодействовавших членам Нидерландской секции Первого интернационала. Только в 1878 году последние оформились в Социал-демократическую ассоциацию.
В 1881 году члены Социал-демократической ассоциации, а также ряда других социалистических кружков, представляя Амстердам, Гаагу, Харлем и Роттердам, объединились в Социал-демократический союз, основанный на марксистских и революционно-социалистических принципах. С 1883 года партия издавала газету «Рехт вор аллен» («Recht voor Allen»). В 1889 году союз участвовал в основании Второго Интернационала.
В 1882 году генеральным секретарём СДС был избран один из первых нидерландских социалистов и пропагандистов марксизма, бывший лютеранский пастор Фердинанд Домела Ньивенхёйс. В 1888 году Домела Ньивенхёйс стал первым социалистом, избранным в парламент Нидерландов — по иронии, при поддержке Антиреволюционной партии. На выборах 1891 года Домела Ньивенхёйс, больше не выставлял свою кандидатуру, уступив своё парламентское место в нижней палате члену леволиберальной Радикальной лиги Виллему Трейбу.
К началу 1890-х годов, на фоне экономического кризиса и массовой безработицы, взгляды большей части СДЛ, включая самого Домелу Ньивенхёйса, радикализуются. Указывая на отсутствие у нидерландских рабочих избирательных прав, они отказываются от парламентской борьбы и участия выборов — и постепенно склоняются в сторону анархо-коммунизма, прямого действия и ориентации на социалистическую революцию. Это приводит к запрету партии, достигшей пика своей численности (150 отделений), в 1893 году — и к выходу в 1894 году из её рядов умеренного социал-демократического крыла во главе с «двенадцатью апостолами» Питера Йеллеса Трульстры, создавшего Социал-демократическую рабочую партию Нидерландов (СДРПН).
После откола «парламентаристов» СДС 5 августа 1894 года в связи с судебным преследованием и запретом переименовывается в Союз социалистов (Социалистическую лигу). Впрочем, в 1896 году его был исключён из Второго Интернационала, а в следующем году союз покидает и радикальное крыло во главе с Домелой Ньивенхёйсом (оставшись без партийной организации, они издавали газету De Vrije Socialist и тесно сотрудничали с анархо-синдикалистским профцентром Национальный секретариат труда). После этого партия постепенно распадается, а члены её оставшихся 5 отделений в 1899—1900 годах примыкают к ставшей электорально успешной Социал-демократической рабочей партии. В 1901 году от Схотерланда в парламент был переизбран независимый социалистический кандидат Герт ван дер Цваг, чьи взгляды были близки к СДС образца 1880-х.